# 多布伦农村居民点
多布伦农村居民点（俄语：Добрунское сельское поселение）是俄罗斯联邦布良斯克州布良斯克区所属的一个农村居民点。其下辖有10个居民点，行政中心为多布伦。据2015年统计，该农村居民点的人口为6185人。